# Anne Hege Grung
Anne Hege Grung (* 4. November 1965) ist eine norwegische evangelisch-lutherische Theologin, Professorin für interreligiöse Studien an der Universität Oslo und Präsidentin der Norsk Kvinnesaksforening (NKF).

## Leben
Grung studierte evangelisch-lutherische Theologie an der Universität Oslo (UiO) und machte 1991 ihren Abschluss als cand. theol. 1992 wurde sie in der Norwegischen Staatskirche ordiniert und arbeitete anschließend als Studentenpfarrerin und in der Osloer Stadtmission.. 1997 wurde sie im Emmaus-Dialogzentrum in Grünerløkka in Oslo beschäftigt und leitete von 2000 bis 2005 das Zentrum. Im Emmaus-Zentrum trug sie zur Entwicklung der christlich-muslimischen Dialogarbeit in Norwegen und einer Meditationspraxis bei, die sich Elemente aus der christlichen Tradition und der östlichen Spiritualität (einschließlich Buddhismus) vereint.
Ab 2006 war Grung Forscherin an der Theologischen Fakultät und der Abteilung für Sozialanthropologie der UiO. Sie promovierte 2011 in Theologie mit der Dissertation Gender Justice in Muslim-Christian Readings. 2014 wurde sie außerordentliche Professorin für Praktische Theologie am Praktischen-Theologischen Seminar in Oslo mit besonderer Verantwortung für die Lehre der Seelsorge; 2020 wurde sie als ordentliche Professorin für interreligiöse Studien an der Theologischen Fakultät berufen.
Sie wurde 2002 von Norsk kvinnelig teologforening mit dem Preis „Theologin des Jahres“ und 2003 mit dem Preis Brobyggerprisen ausgezeichnet.
Grung wurde 2020 als Nachfolgerin von Karin Maria Bruzelius zur Präsidentin der Norsk Kvinnesaksforening gewählt.

## Arbeit
Sie ist für ihre Forschungen zum interreligiösen Dialog und zum Menschenrechtsdialog, insbesondere zum christlich-muslimischen Dialog, bekannt; ihre Arbeit konzentriert sich insbesondere auf die Stellung von Frauen in Religionsgemeinschaften. Grung ist Mitglied der theologischen Komitees der Norwegischen Kirche und der Schwedischen Kirche.

## Publikationen (Auswahl)
- Gender Justice in Muslim-Christian Readings. Christian and Muslim Women in Norway: Making Meaning of Texts from the Bible, the Koran, and the Hadith. Brill Rodopi 2015.
- (mit Lena Larsen) Dialog med og uten slør. Oslo: Pax 2000